# Musée des Arts décoratifs de l'océan Indien
Pour les articles homonymes, voir Musée des arts décoratifs.
Le musée des Arts décoratifs de l'océan Indien, ou MADOI, est un musée de la Région Réunion labellisé « musée de France », sur l'île de La Réunion, département d'outre-mer français au sud-ouest de l'océan Indien.
Situé sur le domaine de Maison Rouge à Saint-Louis, il est ouvert depuis fin décembre 2008, où il expose par alternance et par thématique sa très riche collection constituée de meubles, textiles, porcelaine de Chine, objets d'art, à travers une programmation d'expositions temporaires. 
Le musée est placé sous la tutelle scientifique du conservateur Thierry-Nicolas C. Tchakaloff, auteur de plusieurs publications sur cette collection. 

## Expositions
- La première exposition intitulée Le café à Bourbon, des origines à la départementalisation, 1708-1946 (décembre 2008- juin 2009) faisait un point sur l'invention de la caféiculture dans l'île, et proposait à travers une sélection exceptionnelle d'objets usuels de montrer les différentes étapes opératoires de la préparation de la boisson, depuis la cueillette des grains jusqu'à la cérémonie du café (pilons, moulins, appareils de torréfaction, verseuses et cafetières, réceptacles...). Pour l'occasion, un partenariat avec la société Malongo permettait de présenter un riche panorama de moulins à café.

- La seconde exposition, intitulée Chroniques indiennes  propose une série de manifestations retraçant l’histoire du meuble et des arts visuels dans l’océan Indien occidental aux XVIIe et XVIIIe siècles, à travers plusieurs séquences équivalent à autant d'expositions. Le premier volet,  Le temps des découvertes éblouies (octobre 2009-décembre 2010), abordait l'époque des  découvertes de ces Indes plurielles d'abord par les Portugais puis les Néerlandais, et présentait des mobiliers et objets destinés tant au marché intérieur moghol qu'à des commanditaires étrangers. Le second volet, Le temps d'une escale créole (février 2011- juin 2012), s'attachait à expliquer la mise en place de l'artisanat du meuble à La Réunion, en replaçant l'île sur cette route maritime "des bois de couleurs". Elle restitue, d'une part à travers la polychromie de quelques pièces de mobiliers qui ont conservé intacte leur polychromie originelle, et d'autre part, grâce à la présentation d'indiennes (cotonnades peintes, teintes et imprimées) tout l'attrait réservé par cette société de plantation pour la couleur. La chimie de la couleur a été la grande quête du XVIIIe siècle et l'île joua un rôle primordial. Dans cette course aux savoirs, l'île, propriété de la Compagnie des Indes, échappe aux lois de prohibition qui frappent le commerce des indiennes dans tout le royaume. L'Académie royale des Sciences charge le gouverneur d'enquêter sur la pose des couleurs, la manière de les fixer et la teinture à l'indigo. Connu sous le nom de "manuscrit Beaulieu", un fac-similé présente les différentes étapes de ces opérations. Enfin, des prêts importants du musée du Quai Branly permettent au public de découvrir des mobiliers issus des comptoirs indiens de la côte de Coromandel et deux portraits de colons réunionnais.

## Colloques
Dans le cadre de "2011, l'Année des Outre-mer-français", le musée a organisé un colloque international les 15, 16 et 17 décembre 2011 sur Le néoclassicisme dans les colonies européennes, XVIIIe – XIXe siècles. 